# 三千浦駅
三千浦駅 （サムチョンポえき）は、大韓民国慶尚南道泗川市にかつて存在した大韓民国鉄道庁の駅である。

## 歴史
- 1965年9月24日 - 開業[1]。
- 1980年10月1日 - 旅客営業・貨物取扱中止[2]。
- 1990年1月20日 - 廃駅[3]。

## 隣の駅
晋三線
竹林駅 - 三千浦駅